# 기술예측
기술예측(技術豫測 ; technological forecasting)이란 기술의 장래 모습을 양적, 질적, 내용적으로 예측하는 것을 말한다. 여기서 기술이란 과학과 밀접하게 결합된 기술 즉 과학기술을 의미하며, 예측은 장래 문제에 관해서 비교적 고도의 신뢰수준에 근거를 둔 확률적 기술로 정의한다. 렌츠는 기계의 장래의 수량치와 성능을 측정하는 것이라 정의하고 이를 기계라는 한정된 좁은 범위에 국한시켰다. 얀쉬는 장래의 기술이전에 관하여 예측하는 것이라 정의하고, 기술을 물질, 생명 및 행동과학의 내용을 의식적으로 응용하는 넓은 영역, 즉 의학, 농업, 경영, 하드웨어, 소프트웨어에까지 확대하고 있다. 기술이전은 얀쉬의 정의를 따르면 공간내에서의 이전 과정을 의미하며, 발명 · 발견에서 개발까지의 수직단계와 응용에서 마케팅, 지식 보급 까지의 수평단계로 구성된다고 말하고 있다. 

## 같이 보기
- 변화 가속화
- 델파이 기법
- 낙관적 편향